# NGC 1800
NGC 1800 is een onregelmatig sterrenstelsel in het sterrenbeeld Duif. Het hemelobject werd op 19 november 1835 ontdekt door de Britse astronoom John Herschel.

## Synoniemen
- ESO 422-30
- MCG -5-13-4
- AM 0504-320
- IRAS05045-3201
- PGC 16745